# Salvatore Matarrese (1908-1977)
Salvatore Matarrese (Andria, 24 aprile 1908 – Bari, 30 gennaio 1977) è stato un imprenditore e dirigente d'azienda italiano.

## Biografia
Rimasto orfano del padre, lasciò la scuola dopo la terza elementare, trovando lavoro nei cantieri edili della città di Andria: con buone capacità in materia di organizzazione, divenne presto da semplice apprendista un capomastro e, infine, caposquadra. Si trasferì prima a Roma, a Trieste, e poi in Egitto e in Abissinia. In Germania fu impiegato nella costruzione di capannoni militari e fabbricati civili a Lipsia e Amburgo. Rientrato in Puglia, all'arrivo degli anglo-americani venne incaricato di organizzare squadre di lavoratori per le operazioni di scarico delle navi inglesi nel porto di Barletta. Nel 1944 costituì ad Andria la "Società anonima cooperativa muratori e affini di costruzione e consumo" (SACMA), che ottenne vari incarichi per la realizzazione di opere pubbliche nella provincia di Bari.

### Salvatore Matarrese Spa
Nel 1948 fondò la propria impresa di costruzioni, la ditta "Salvatore Matarrese fu Michele", che vinse a Andria un appalto per la costruzione di case popolari. Grazie ai buoni rapporti con il sindaco di Bari Vito Antonio Di Cagno e la Democrazia Cristiana barese, nel 1953 costituì la "Società industria prodotti edili" (SIPE) per la produzione e il commercio di materiali edilizi. Insieme al figlio Vincenzo, che aveva costituito una propria ditta individuale su consiglio del padre per incrementare il lavoro di famiglia, i Matarrese si aggiudicarono numerosi appalti nel settore delle infrastrutture pubbliche e dell'edilizia civile a Bari e in provincia per tutti gli anni sessanta: si ricordano le case popolari IACP di Bari e vari complessi residenziali, il ponte XX settembre, la grande sede delle imprese Matarrese, il padiglione dell'agricoltura alla Fiera del Levante, la facoltà di giurisprudenza, e le opere idrico-fognarie dell'Acquedotto pugliese.
Nel 1969 costituì insieme ai sei figli la società per azioni "Sa.Ma.", con un capitale di un milione di lire, mentre nel 1971 fu la volta di quattro società: la Euro Diamond Italiana spa (produzione e lavorazione di materiali metallici); la Italplastica-Costruzioni spa (materie plastiche); la Beton-Sud spa (cemento armato); e la Imco-Immobiliare costruzioni spa (per l'acquisto, la vendita, la costruzione e la gestione di terreni e fabbricati). Negli anni settanta, i lavori più rilevanti riguardarono l'avviamento dei grandi cantieri per il Policlinico e il Politecnico di Bari; ma soprattutto l'edilizia industriale, con la costruzione di numerosi stabilimenti per aziende quali Breda, FIAT, SNIA Viscosa, Citroën e Philips.
Nel 1976 venne costituita la "Salvatore Matarrese spa", con un capitale di 50 milioni di lire diviso tra i figli Michele, Vincenzo, Antonio e Amato. Quello stesso anno, Salvatore Matarrese venne nominato cavaliere del lavoro. Morì a Bari il 30 gennaio 1977.